# Делиблатска пешчара
Делиблатска пешчара (Делиблатски песак) или Банатска пешчара (Банатски песак), јединствена је пешчара у Европи, а налази се у југоисточном делу српске покрајине Војводине, у јужном Банату.
Ова пространа област површине од око 300 km², чије су главне пешчане масе елипсоидног облика окружене плодним лесним пољоприведним површинама, протеже се између Дунава и југозападних падина Карпата.
Овај споменик историје природе Панонске низије једно је од ретких прибежишта за многе специфичне врсте флоре и фауне, које у европским и светским размерама представљају природне реткости. Пешчара представља геоморфолошки и еколошко-биогеографски феномен не само Панонске низије, већ и читаве Европе. Специјални резерват природе Делиблатска пешчара је проглашен 1977. године.

## Географија
Специјални резерват природе се простире на површини од 34.829 ha у четири општине: Ковин, Алибунар, Бела Црква и Вршац. Резервату припада и Ада Жилава (92 ha) и део акваторије Дунава. Простире се на север од Дунава, у правцу југоисток-северозапад, око 35 km у дужину и око 9 до 12 km у ширину. Рељеф је настао на лесној валовитој заравни наношењем слојева песка и наноса Дунава и околних река које су се потом деловањем ветра (Кошава) обликовале у дине. Највиши врхови су Плуц (198 m) и Црни врх (192 m). Дебљина песка се креће од 5 до 30 m у ниском песку који је најближи Дунаву и где су надморске висине између 75 и 85 m, па све до 20–100 m у областима високог песка где су надморске висине од 100 до 135 m.

## Живи свет
Богатство флоре овог подручја се огледа у постојању од око 900 врста виших биљака, од којих су многе реликти и раритети, као и врсте које су у свом распрострањењу ограничене на Панонску низију. Једино се овде, у односу на читав простор Србије налазе: банатски, степски божур, Панчићев пелен, шерпет и Дегенова коцкавица. Своје станиште овде је нашло и 20 врста орхидеја. Природну аутохтону шумску вегетацију представљају шуме беле липе и крупнолисног медунца. Делиблатска пешчара је у вегетацијском смислу мешавина степе и шумо-степе, коју одликује мозаик травних, жбунастих и шумских станишта.
Због присуства великог броја врста птица, од којих су многе ретке и угрожене, ово подручје је увршћено у најзначајнија станишта птица у Европи – ИБА подручје. Из групе грабљивица, које су најугроженије птице, заступљене су врсте као што су: банатски соко, орао крсташ и орао кликташ. Њихово појављивање условљено је пашњачким површинама и присуством текунице, која представља основ њихове исхране. Од становника животињског царства пешчаре, овом приликом издвајамо присуство: вука, јелена, срне и дивље свиње.
Природне карактеристике и јединственост овог краја чине га погодним за рекреацију, лов и риболов, наутички туризам, а пре свега еколошки туризам. У циљу заштите овог подручја, Делиблатска пешчара је проглашена за специјални резерват природе.
Од 2002. године, Делиблатска пешчара налази се на прелиминарној листи Унеска као подручје изузетних природних вредности.

## Људска историја
На локалитету Жидовара откривени су остаци из бронзаног доба. Остали локалитети (Ђурица, Гребенац, Велики Град, Мали Град) садрже остатке насеља од 13. века пре нове ере до 1500-их и 1600-их година. Римски период је представљен шанцем код Ковина (Римски шанац).
Године 1789, аустријске власти, које су контролисале то подручје у то време, послале су шумарског инжењера Франца Бахофена из Темишвара да изврши мерења песка и сачини извештај о томе како „укротити“ песак. У то време јаки ветрови и олује су носили песак од Делиблата све до Беча и Пеште. Према народном миту, аустријска царица Марија Терезија наручила је сређивање Делиблата након што јој је ветар унео песак у тањир док је јела супу. Након деценије рада, Бахофен је известио да песак покрива површину од 40.660 km2 (15.700 sq mi), од којих 168 km2 (65 sq mi) је прекривен растреситим, слободним песком. Да би имобилисао песак, Бахофер је израдио план пошумљавања, који је прихваћен 1818. Од тада, скоро 300 km2 (120 sq mi)   песка је било пошумљено, али и 250 km2 (97 sq mi) је изгорело у три катастрофална пожара изазвана људским немаром.
Песак је служио као скровиште од стране југословенских партизана током Другог светског рата. Градили су базне логоре и земунице у којима су се крили после антинемачких акција. Од бројних привремених скровишта данас је сачувано само једно. Била је то импровизована болница на локалитету Чардак. Овде се налази и споменик Јеврејима које су Немци за време окупације превезли из Београда и стрељали у песку.
После рата организоване су бројне Омладинске радне акције у песку. До касних осамдесетих година 20. века организовани су и плански радови који су обухватали имобилизацију песка, формирање противпожарних стаза и асфалтирање путева, а изграђено је насеље „Чардак“ за учеснике акција. Замишљено је као туристичко-спортски комплекс у будућности, али је временом запуштено и од 1990-их постало насеље за избеглице из југословенских ратова. Зеленило у региону готово је потпуно уништено у разорном пожару 1996. године.
„Чардак” је потом адаптиран у образовно-рекреативни центар. Покрајинска управа је у марту 2020. одлучила да га користи као камп за блискоисточне мигранте, којих је тада било 8.500, расутих у 17 кампова широм Србије. Овде је требало сместити само оне из Војводине (неколико стотина). Стотине мештана протестовало је, а придружили су им се и представници локалне администрације. Иако је тврдила да је одлука само привремена (највише 2 месеца), покрајина ју је поништила недељу дана касније, прогласивши је карантином због пандемије КОВИД-19.
Укупно има око 800 домаћинстава, викендица или соба у излетничким комплексима у песку. Ту спада и викенд насеље са 20 бунгалова које је изградила некадашња Индустрија стакла Панчево, а које је данас препуштено стихији. Хронични проблем у песку је недостатак воде за пиће.

## Ловиште
Ловиште Делиблатска пешчара се налази на површини од 33.610 ha од чега је ограђено 1.850 ha Драгићев Хат. Ловиште се налази у оквиру јавног предузећа Војводинашуме којим управља шумско газдинство Банат Панчево.
Од крупне дивљачи могу се ловити јелени, дивље свиње и срне, а од ситне дивље патке и дивље гуске.
Ловиште се налази у јужном Банату и окружено је са три реке: Дунав, Тамиш и Караш. Југоисточни део ловиште у дужини од седам километара наслања се на Дунав – Драгићев Хат заузима површину од 1.850 ha и оспособљено је као ловно-узгојни центар.
Лабудово окно је део ловишта у којем се организује лов на дивље патке и гуске и обухвата површину од 2.500 ha мочварских терена, речних острва и Дунава. Током јесени и зиме велика јата дивљих патака и гусака настањује овај крај. Ловци се смештају у ловачким кућама у самом ловишту.

## Занимљивости
- Највећи део радње филма Ко то тамо пева сниман је у Делиблатској пешчари. Ту је сниман и филм Бој на Косову.[11]
- Делиблатска пешчара је традиционална дестинација селећих пчелара из читаве Србије који користе богату багремову пчелињу пашу, а потом прелазе на просторе под липом где настављају медобрање. Врло су цењени багремов и липов мед из Делиблатске пешчаре, док знатно скромније приносе медобрања даје и ливадска паша, коју пчелари ретко користе јер је тада у јеку богата сунцокретова паша, доступна већ на њивама на ободу шуме.
- У Делиблатској пешчари, у селу Шумарак на југоисточној страни резервата налази се атеље сликара Александра Цветковића

## Галерија
- Сателитски снимак Делиблатске пешчаре
- Канал Дунав—Тиса—Дунав у близини Делиблатске пешчаре